# Sausalito
Sausalito ist eine Stadt in Marin County im US-Bundesstaat Kalifornien mit 7269 Einwohnern (Stand: 2020). Sie befindet sich direkt an der Bucht von San Francisco. Der Name der Stadt ist spanischen Ursprungs und lautete anfänglich „Saucelito“, was auf Deutsch „kleine Weide“ bedeutet.

## Geographie
Die Stadt belegt eine Fläche von 5,8 km², von denen 0,9 km² (15,18 %) aus Wasserflächen bestehen. Sie liegt am nördlichen Ende der Golden Gate Bridge.

## Geschichte
Ursprünglich lebten Miwok im Gebiet des heutigen Sausalito. Frühe Entdecker aus Europa (der erste war der Spanier Don José de Cañizares im Jahr 1775) beschreiben sie als freundlich und hilfsbereit. Binnen weniger Generationen nahmen die Einwanderer jedoch ihren Platz ein. 
Durch die geographische Nähe zum Golden Gate sollte sich das Gebiet in und um Sausalito auch als militärisch bedeutsam herausstellen, zunächst im Mexikanisch-Amerikanischen Krieg, später im Zweiten Weltkrieg. Am östlichen Ende des Golden Gate lag bereits ab 1783 ein spanisches Fort mit 33 Mann, das unter der offiziellen Bezeichnung Presidio zum wichtigsten strategischen Punkt an der US-Westküste geworden ist. Während der Zeit der Prohibition war Sausalito außerdem ein beliebter Ort bei Rum-Schmugglern.

## Politik

### Partnerstädte
- Viña del Mar in Chile
- Sakaide in Japan
- Cascais in Portugal

### Demographie
Nach Zahlen aus dem Jahr 2000 gibt es 7330 Einwohner, 4254 Haushalte und 1663 Familien. Die Bevölkerungsdichte liegt bei 1489,5 Personen pro km². Das mittlere Pro-Kopf-Einkommen von 81.040 US-Dollar gehört zu den höchsten in den USA.
Vor dem Ort liegen in der Bucht weitere Hausboote und Eigenbau-Konstruktionen. Sie werden überwiegend von Menschen außerhalb der Statistiken bewohnt.

## Tourismus

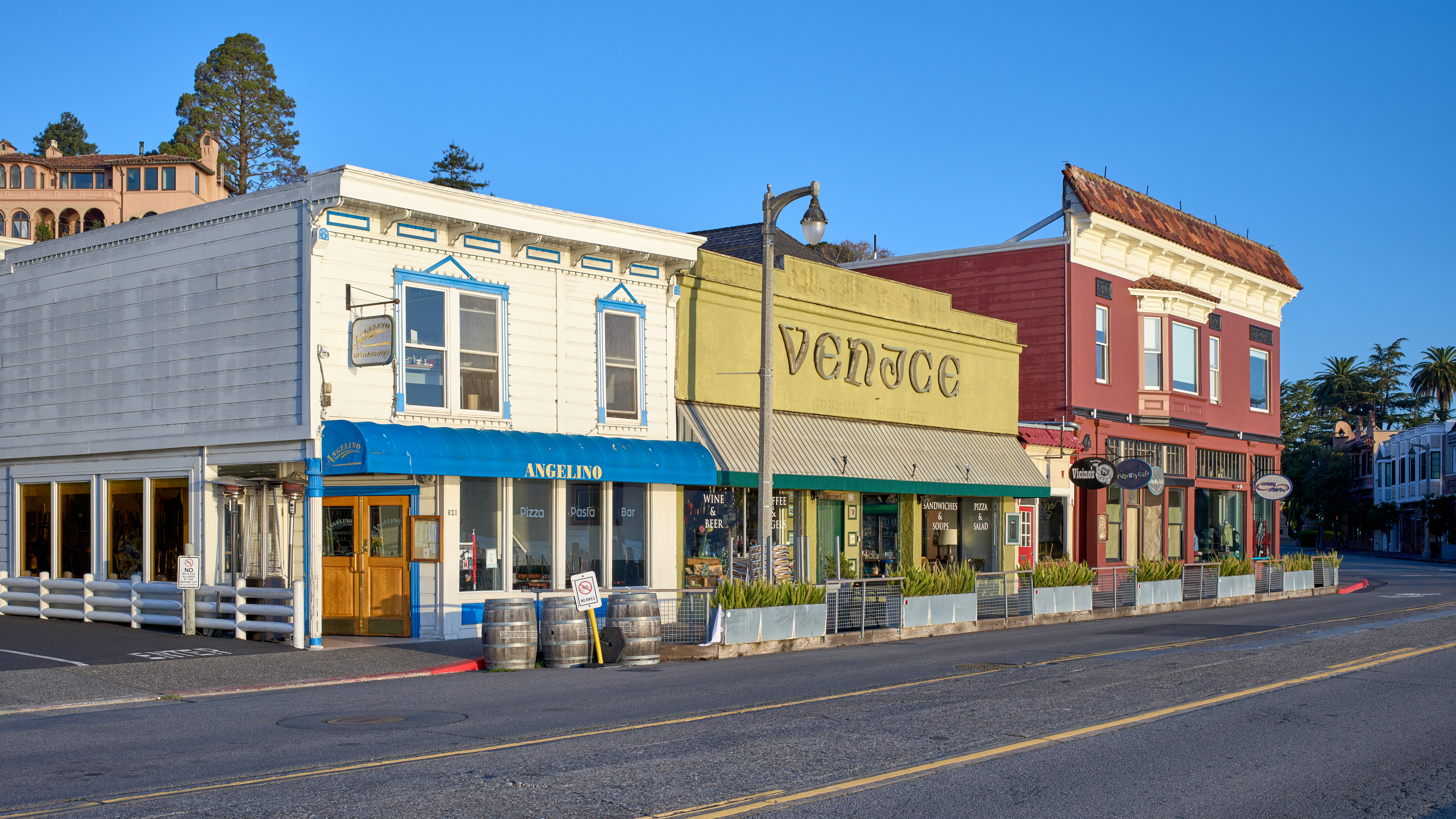
Geschäfte am Bridgeway, der Hauptgeschäftsstraße Sausalitos (Oktober 2023)

Durch seine Lage am nördlichen Ende der Golden Gate Bridge hat Sausalito relativ viele Besucher. Von der Autobahnausfahrt führt eine kleine Stichstraße auf einen Hügel mit einem Aussichtspunkt, der einen Blick auf die Golden Gate Bridge und die Bucht von San Francisco ermöglicht.
Auch über den Wasserweg kommen viele Touristen in die Stadt. Neunmal täglich verkehrt eine Fähre zwischen dem Hafen Sausalitos und dem Ferry Building in San Francisco. Neben der Sausalito Houseboat Community verläuft eine Promenade vorbei an Läden und Restaurants mit Blick auf Alcatraz und die Skyline von San Francisco.

## Literarische Verarbeitung
Der Roman Der Seewolf von Jack London beginnt damit, dass der Ich-Erzähler Humphrey van Weyden sich nach einem in Mill Valley verbrachten Wochenende am Montagmorgen auf dem Rückweg von Sausalito nach San Francisco befindet, als die Fähre im dichten Nebel von einem Dampfer gerammt und versenkt wird. Van Weyden wird später von dem auslaufenden Robbenschoner des „Seewolfs“ Wolf Larsen aufgefischt.

## Kultur
Unter dem Namen Record Plant befand sich von 1972 bis 2008 ein Tonaufnahmestudio in Sausalito. Es war ein Ableger des ehemaligen New Yorker Tonstudio gleichen Namens. Hier nahmen verschiedene bekannte Bands und Interpreten ihre Stücke auf. Die New Yorker Mutterfirma existiert nicht mehr.

## Söhne und Töchter der Stadt
- E. Charlton Fortune (1885–1969), Malerin des Impressionismus
- J. R. Hildebrand (* 1988), US-amerikanischer Rennfahrer